# Мергел
Мергел представлява калциев карбонат или богата на вар пръст или скала, съдържаща променливи количества глина. Преобладаващият карбонатен минерал в повечето мергели е калцитът, но други карбонатни минерали като арагонит, доломит и сидерит също може да присъстват. В зависимост от състава на образуващите карбонатни минерали, мергелите се делят на варови и доломитови. Традиционно мергели се наричат редица материали, повечето от които представляват ронлива смесица от глина и калциев карбонат, образувани в сладководни условия и обикновено в съотношение 35 – 65% глина и 65 – 35% карбонат. Днес терминът често се използва и за втвърдени морски и речни седименти, които представляват по-точно мергелови скали. Мергелът като речен седимент е често срещан сред седиментите на ледниковите езера, под торфени блата.

## История
В Древна Гърция се е използвал като подобрител и неутрализатор на киселинността на почвата. През XIX век мергели се добиват интензивно за селското стопанство. През 1863 г. най-често използваният мергел е синият, който е бил много търсен от фермерите. Докато специфичният състав и свойствата на мергела зависят от седимента, в който е открит, синият мергел по това време е бил съставен основно от 38,70% силициева киселина и пясък, 30,67% железен оксид, 13,91% вар, 11,22% вода, 4,47% поташ, 1,21% периклаз, 1,14% фосфорна киселина и 0,31% сярна киселина.
Във френския революционен календар мергел се нарича 17-ият ден от снежния месец.